# Atentatul (film din 1972)
Atentatul (în franceză L'attentat, în italiană L'attentato) este un film thriller politic franco-italo-vest-german din 1972 regizat de Yves Boisset. Rolurile principale au fost interpretate de actorii Jean-Louis Trintignant, Michel Piccoli, Jean Seberg și Gian Maria Volonté.
Filmul prezintă capturarea, la inițiativa serviciilor secrete americane și franceze și cu ajutorul involuntar al unui intelectual francez de extrema stângă, a liderului politic magrebian Sadiel, care trăia în exil după ce fusese condamnat la moarte de regimul totalitar instaurat în patria sa, și predarea lui către serviciile secrete ale țării nord-africane. Sursa principală de inspirație a filmului a fost povestea adevărată a politicianului socialist marocan Mehdi Ben Barka, care fusese exilat în anul 1963 de regimul regelui Hasan al II-lea și a dispărut la 29 octombrie 1965, în circumstanțe misterioase, la Paris. La scurt timp după dispariția lui, s-a aflat că Ben Barka a fost răpit de poliția franceză, ceea ce a condus la speculații despre un complot organizat de agenții marocani, serviciile de informații franceze (SDECE) și Agenția Centrală de Informații (CIA).
Yves Boisset și echipa de producție au fost supuși unor presiuni multiple în timpul filmărilor în scopul împiedicării realizării acestui film. Atentatul a fost lansat în anul 1972 și a avut un mare succes comercial, ca urmare a combinării eficiente a mesajului politic cu elemente de bază ale spectacolului artistic (suspansul acțiunii și participarea multor vedete). Recenziile critice au fost mai puțin favorabile, reproșând cel mai adesea didacticismul scenariului. În ciuda acestui fapt, Atentatul a câștigat Premiul de argint la ediția a VIII-a a Festivalului Internațional de Film de la Moscova (10–23 iulie 1973).

## Rezumat
Sadiel, un lider popular al opoziției dintr-o țară arabă din nordul Africii, s-a refugiat în Elveția pentru a scăpa de regimul autoritar instaurat în patria sa după proclamarea independenței și conduce din exil o mișcare politică care militează pentru instaurarea unui regim democratic. Creșterea tensiunilor interne îl determină pe șeful statului să poarte negocieri cu Sadiel pentru a-l convinge să se întoarcă în țară; principalele condiții puse de Sadiel sunt înlăturarea din guvern a colonelului Kassar, ministrul de interne, și scoaterea țării de sub influența americană. Serviciile secrete americane și franceze, care sprijină regimul autoritar, decid să organizeze o operațiune pentru a-l elimina cât mai discret pe Sadiel. Această operațiune nu poate fi efectuată, din motive diplomatice, în Elveția și, din acest motiv, se hotărăște ca Sadiel să fie adus în Franța.
Serviciile secrete franceze decid să îl folosească pe François Darien, un intelectual francez de extrema stângă, care se implicase în susținerea mai multor cauze politice radicale. Darien sprijinise Frontul de Eliberare Națională în timpul Războiului din Algeria, participase la împușcarea unui ofițer de poliție și fusese recrutat ca informator la începutul anilor 1960. Calitățile sale (relațiile apropiate cu Sadiel și colaborarea sa anterioară cu poliția) atrag atenția serviciilor secrete, care îl arestează în timpul unei demonstrații de protest împotriva Războiului din Vietnam și îl șantajează să colaboreze pentru aducerea în Franța a liderului politic african.
Avocatul Lempereur, care lucrează cu serviciile secrete franceze, îl convinge pe Darien să călătorească la Geneva și să-i propună lui Sadiel să participe la o emisiune de televiziune în care să-și expună intențiile sale politice. Spre surprinderea lui Darien, Sadiel acceptă imediat pentru că intenționează să folosească acel interviu televizat pentru a transmite un mesaj emisarilor guvernamentali că este dispus, după îndeplinirea anumitor condiții, să se întoarcă în patrie. Darien este convins, astfel, că îi face o favoare lui Sadiel, în timp ce în realitate el devine un element esențial într-un complot politic internațional.
Sosirea la Paris a lui Sadiel are loc în Ajunul Anului Nou, când era programată o întâlnire într-o braserie cu Darien și cu doi jurnaliști: redactorul de știri francez Pierre Garcin și corespondentul de presă american Michael Howard. Sadiel se întâlnește mai întâi cu studentul Azam, care împărtășea aceleași idei politice, și se îndreaptă apoi către braserie, dar este interceptat de doi inspectori de poliție francezi, care îl escortează la vila de la periferie a unui gangster, ce presta uneori „servicii către Stat”. În aceeași noapte, colonelul Kassar sosește la Paris și este condus imediat la acea vilă, unde îl interoghează pe Sadiel, după ce încercase inutil să îl convingă să colaboreze. Sadiel îi prezice colonelului Kassar că va avea parte în cele din urmă de o moarte violentă precum cea a numeroaselor sale victime.
Între timp, Darien ajunge la vila de la periferie a gangsterului și își dă seama ce se întâmplă. Este dezarmat rapid și pus sub pază într-o cameră, dar reușește să evadeze și să se întoarcă la Paris. Informațiile de care dispune îl fac să fie considerat un martor atât de periculos încât, la aflarea veștii evadării sale, întreaga operațiune este întreruptă. În orele următoare, studentul Azam, unul din martorii prezenței la Paris a lui Sadiel, este asasinat în cursul unei altercații stradale. Urmărit de oamenii gangsterului, Darien înțelege că trebuie să se ascundă dacă vrea să rămână în viață și dacă vrea să fie cunoscut adevărul despre Sadiel, dar refuză să meargă la poliție, pe care o consideră coruptă, și o trimite pe iubita sa, Edith Lemoine, să îl anunțe pe Michel Vigneau, avocatul de la Paris al lui Sadiel. Edith și Vigneau îl alertează apoi pe comisarul de poliție René Rouannet. Acest comisar, inițial sceptic, dispune percheziționarea vilei, dar nu găsește acolo nimic ieșit din comun în afară de un cuțit ciudat (cu care Kassar îl amenințase pe Sadiel). Faptele îi trezesc totuși suspiciuni, iar Rouannet decide cu orice preț să descopere adevărul în acest caz.
La rândul său, Darien își înregistrează confesiunea pe o bandă magnetică, astfel încât lumea să cunoască adevărul cu privire la capturarea lui Sadiel și, în același timp, să se poată proteja de acțiunile serviciilor de informații. Îi telefonează apoi lui Howard, pe care îl consideră un jurnalist independent, și îi cere să se întâlnească la biroul său secret. Apelul este înregistrat de serviciile secrete franceze, care pun la cale capturarea lui Darien. Howard apare între timp la biroul secret îl ucide pe Darien, descoperindu-se astfel ca agent secret al CIA, și reușește să fugă înainte de sosirea poliției franceze. Autoritățile încadrează moartea lui Darien ca sinucidere și închid dosarul. Rouannet continuă să fie suspicios, dar superiorii lui îi ordonă să abandoneze acest caz. În final, șeful serviciilor secrete organizează o conferință de presă în care afirmă că jurnaliștii au imaginat o adevărată conspirație pe baza unui fapt divers și încheie spunând că nu există în realitate niciun caz Sadiel, întrucât nu sunt dovezi cu privire la răpirea revoluționarului magrebian.

## Distribuție
- Jean-Louis Trintignant — François Darien, un intelectual francez instabil emoțional[5][6][19]
- Michel Piccoli — colonelul Kassar, ministrul de interne al unei țări nord-africane[5][6][19]
- Jean Seberg — Edith Lemoine, o doctoriță americană cu convingeri politice de stânga[5][6][19][24]
- Gian Maria Volonté — Sadiel, un lider politic progresist dintr-o țară nord-africană[4][5][6][19]
- Michel Bouquet — Lempereur, un avocat corupt care colaborează cu serviciile secrete[5][6][19]
- Bruno Cremer — Michel Vigneau, avocatul lui Sadiel, un comunist onest și cu vederi largi[5][6][19]
- Daniel Ivernel — Antoine Acconetti („marele Tony”), un individ dubios, membru al unei grupări infracționale[5][6]
- Philippe Noiret — Pierre Garcin, șeful redacției de știri a postului public francez ORTF[5][6][19]
- François Périer — comisarul René Rouannet, un polițist cinstit și intransigent care anchetează dispariția lui Sadiel[5][6][19][24]
- Roy Scheider — Michael Howard, corespondentul unui post de televiziune american[5][6]
- Jacques François — Lestienne, șeful serviciilor secrete franceze[5]
- Jean Bouise — un ofițer de poliție francez de rang înalt care mușamalizează afacerea[5]
- Denis Manuel — Azam, un tânăr nord-african care urmează studii de doctorat în istorie la Paris[5]
- Marc Mazza — căpitanul Lardi, aghiotantul colonelului Kassar[5]
- Jacques Richard — un om de încredere al lui Aconetti[5]
- Karin Schubert — Sabine, dama de companie care-l abordează pe Darien la petrecerea lui Lempereur[5]
- Nigel Davenport — Perisson, un ofițer de rang înalt al CIA[5]
- Karl-Otto Alberty — urmăritorul care încearcă să-l împuște pe Darien[5]
- Georges Staquet — inspectorul de poliție Paul Fleury[5]
- Pierre Santini — inspectorul de poliție Melun[5]
- Jean-François Calvé — Henri, prietenul gelos al lui Edith Lemoine[5]
- Roland Blanche — un om de încredere al lui Aconetti[5]
- Jean Bouchaud — Le Gall, adjunctul lui Garcin[5]
- Claudine Berg — infirmiera[5]
- Aude Loring — soția lui Azam[5]
- Henri Gilabert[5]
- Michel Beaune — un inspector de poliție, adjunctul comisarului Rouannet[5]
- Jean Launay[5]
- André Rouyer — un angajat[5]
- Jean-Louis Tristan — un polițist de la manifestație[5]
- Jean-Pierre Moreux[5]

## Sursa de inspirație

### Dispariția lui Ben Barka
Dispariția în 29 octombrie 1965, pe străzile Parisului, a liderului politic marocan Mehdi Ben Barka a fost un eveniment care a trezit interesul presei franceze și a provocat la vremea lui un mare scandal în Franța. Ben Barka se născuse în anul 1920 la Rabat, în familia unui băcan, urmase studii de matematică la Universitatea din Alger și fusese pentru un timp profesorul prințului moștenitor Hassan. Implicarea sa în activitatea politică era destul de veche: Ben Barka participase încă de la vârsta de 14 ani la acțiunile de eliberare a Marocului de sub protectoratul francez, fusese unul dintre fondatorii Partidului Istiqlal (1943) și cel mai tânăr semnatar al Proclamației de Independență a Marocului la 11 ianuarie 1944. După obținerea independenței Marocului în 1956, regele Mohamed al V-lea l-a numit președinte al Adunării Naționale Consultative, dar Ben Barka a devenit curând un critic al regimului. Relațiile sale cu regele Mohammed și apoi cu noul rege Hassan s-au înrăutățit, ca urmare a faptului că Ben Barka a evoluat către stânga politică și a ajuns, în cele din urmă, să conducă mișcarea politică de opoziție. Ben Barka a fondat Uniunea Națională a Forțelor Populare (UNFP), care a adoptat un program politic bazat pe socialism și reforma agrară, având ca scop democratizarea vieții publice și alinierea partidului cu țările arabe și africane antiimperialiste. Uniunea Națională a Forțelor Populare (UNFP) a obținut, împreună cu partidul de opoziție Istiqlal, peste 50% din voturi la alegerile legislative din mai 1963.
Acuzat de înaltă trădare în 1963 în timpul Războiului Nisipului împotriva Algeriei și apoi în 1964 pentru participare la un pretins complot împotriva regelui Hassan al II-lea, a plecat în exil în Algeria și a fost condamnat la moarte în lipsă. Regele nu a fost mulțumit nici măcar când Ben Barka s-a mutat la Geneva (Elveția), a continuat să-l considere o amenințare și i-a ordonat ministrului de interne, generalul Mohamed Oufkir, să-l urmărească pentru a-l ucide. Treizeci de agenți s-au ocupat timp de șapte luni cu urmărirea lui Ben Barka, ascultarea apelurilor sale telefonice și deschiderea corespondenței. În plus, oponentul marocan a fost atent monitorizat de serviciile secrete franceze, așa cum reiese din unele documente desecretizate câțiva zeci de ani mai târziu. Au avut loc mai multe tentative de asasinare ale lui atât în Maroc, cât și la Geneva.
La inițiativa serviciilor de informații franceze și prin medierea jurnalistului Philippe Bernier (un prieten al liderului marocan) și editorului Georges Figon, Ben Barka a fost ademenit să vină la Paris sub pretextul că regizorul Georges Franju intenționa să realizeze un film documentar despre decolonizarea Africii. Cei patru urmau să se întâlnească în după-amiaza zilei de 29 octombrie 1965 pentru a lua masa de prânz la Brasserie Lipp de pe Bulevardul Saint-Germain din Paris. Ben Barka s-a întâlnit mai înainte cu Thami El Azemmouri, un student marocan în domeniul istoriei, și apoi s-au deplasat împreună către braserie; ajunși în fața clădirii, au fost abordați de Louis Souchon și Roger Voitot, doi agenți de poliție francezi, care l-au informat pe Ben Barka că trebuie să-l conducă la o întâlnire cu niște politicieni, iar liderul politic marocan a urcat de bună voie într-un automobil Peugeot 403 neînmatriculat, fără a mai fi văzut vreodată în public. Agenții de poliție l-au condus la o vilă din localitatea Fontenay-le-Vicomte (o suburbie a Parisului), care era deținută de Georges Boucheseiche, un gangster francez implicat în activități de proxenetism și colaborator frecvent al serviciilor de informații franceze, iar vila a fost păzită de aproximativ 30 de persoane.
Operațiunea Ben Barka a fost supravegheată de ofițerul marocan Ahmed Dlimi, adjunctul lui Oufkir, care a transmis în țară vestea capturării dizidentului. Această veste ar fi fost comunicată însă, potrivit lui Ahmed Boukhari, de Mohamed Achaachi, șeful departamentului marocan de contrainformații. Oufkir s-a deplasat imediat la Paris, unde a avut o confruntare cu Ben Barka într-un dormitor al vilei și l-a torturat. După această confruntare, Ben Barka a fost împușcat mortal, iar cadavrul său a fost îngropat în grabă în grădina vilei. Oufkir și ceilalți agenți marocani au părăsit Franța pe rute alternative, dar doi dintre ei s-au întors după 16 zile și, temându-se că poliția franceză ar putea să descopere ce s-a întâmplat, au dezgropat cadavrul și l-au reînhumat pe malul de sud-est al Île de la Grande-Jatte, vizavi de Bulevardul Général-Leclerc din Neuilly-sur-Seine (o altă suburbie a Parisului).

### Scandalul public

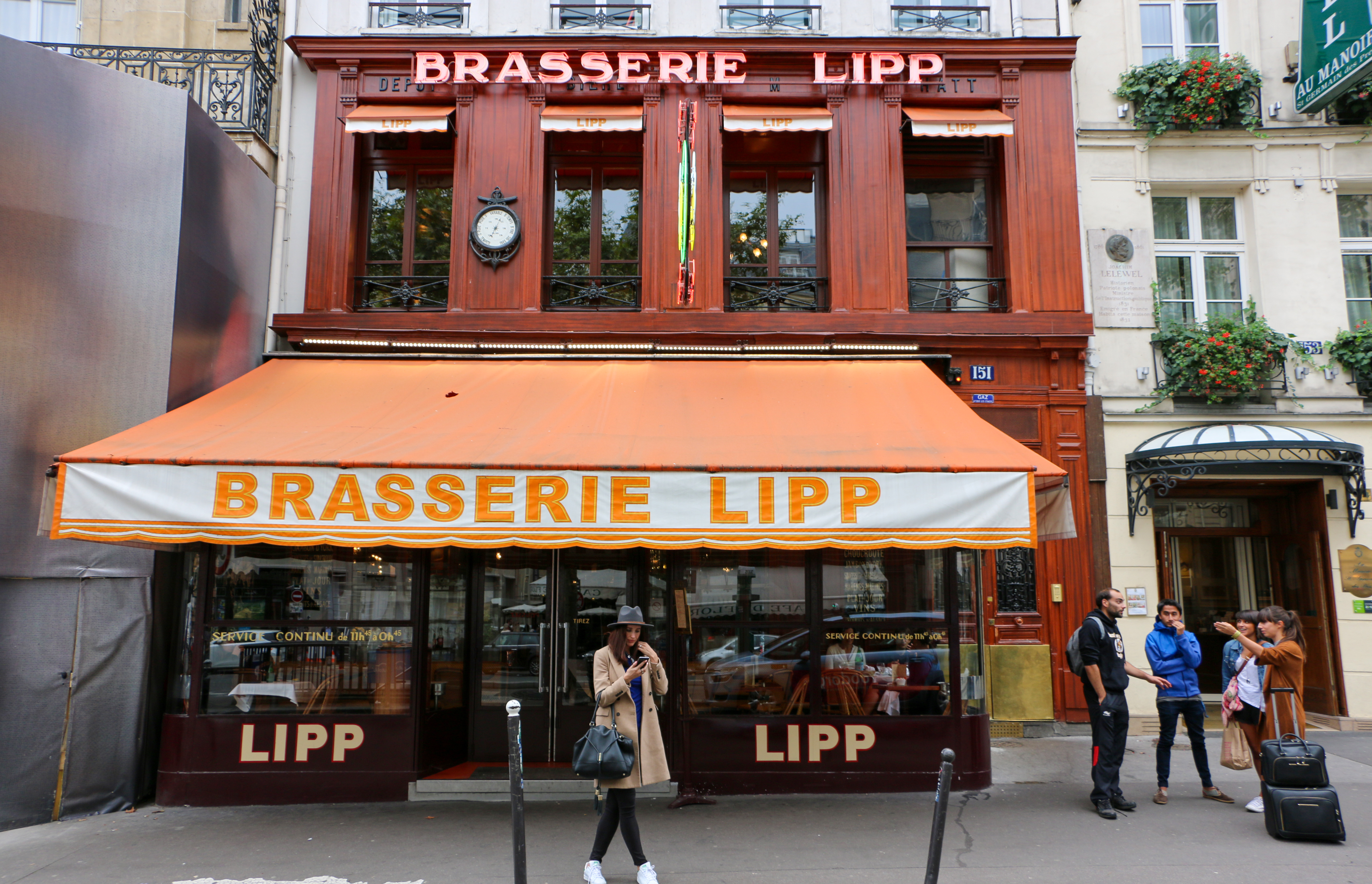
Brasserie Lipp de pe Bulevardul Saint-Germain din Paris, din fața căreia a fost răpit Ben Barka

Scandalul provocat de dispariția lui Ben Barka a stârnit mare vâlvă, cu doar câteva săptămâni înaintea alegerilor prezidențiale din Franța, alimentând timp de luni de zile presa autohtonă și internațională, iar, ca urmare a răspândirii unor zvonuri cu privire la implicarea serviciilor de informații franceze, președintele Charles de Gaulle a ordonat efectuarea unei anchete complete. Poliția franceză a percheziționat grădina vilei la două luni după dispariție, dar nu a găsit cadavrul, care fusese mutat între timp. Georges Figon, care își înregistrase mărturisirile pe bandă de magnetofon și le distribuise jurnaliștilor de la săptămânalul L’Express, a fost găsit împușcat în cap în seara zilei de 17 ianuarie 1966, atunci când poliția a pătruns în apartamentul său, iar moartea sa a fost catalogată sinucidere.
Charles de Gaulle a susținut că niciun funcționar de rang înalt al statului francez nu a fost implicat în această „afacere”, dar, în urma speculațiilor persistente ale jurnaliștilor cu privire la implicarea mai multor servicii secrete, generalul Paul Jacquier, directorul SDECE, a fost pensionat. Treisprezece persoane au fost acuzate de săvârșirea unor infracțiuni în acest caz, dar puține au ajuns să fie pedepsite: Oufkir și un agent de informații marocan au fost condamnați în lipsă la închisoare pe viață pentru reținere ilegală, Dlimi a fost achitat, iar doi agenți sub acoperire ai serviciilor de informații franceze au fost condamnați la pedepse cu închisoarea pentru „arestare ilegală”. Mai multe persoane implicate în acest caz (atât marocani, cât și francezi) au dispărut sau au suferit o moarte violentă în anii următori. Misterul a rămas însă neelucidat.
La 29 decembrie 1975 revista americană Time a publicat un articol nesemnat intitulat „The Murder of Mehdi Ben Barka” („Uciderea lui Mehdi Ben Barka”), în care susținea că trei agenți marocani erau responsabili de moartea lui Ben Barka, unul dintre ei fiind Mohamed Oufkir. În acel articol se vehicula informația că Ben Barka ar fi fost un agent sub acoperire al serviciilor de informații franceze și că în operațiunea de răpire a sa au fost implicați atât agenți francezi, cât și agenți ai serviciului israelian Mossad, dezvăluindu-se că Mossadul participase în acei ani la antrenarea agenților de informații ai Marocului. Potrivit ziaristului american Tad Szulc, corespondentul din străinătate al ziarului The New York Times, implicarea israeliană a survenit în urma colaborării de succes marocano-israeliene în cadrul Operațiunii Yachin din 1961–1964; Ben Barka ar fi fost localizat de Mossad, cu acordul directorului Meir Amit, iar agenții israelieni l-au convins pe dizidentul marocan să vină la Paris unde urma să fie arestat de poliția franceză.
La 36 de ani de la dispariție, Ahmed Boukhari (un fost ofițer al serviciului de informații interne al Marocului⁠(d) a acordat un interviu, ce a fost publicat la 30 iunie 2001 în ziarul francez Le Monde și în săptămânalul marocan Le Journal, în care a susținut implicarea în această operațiune a serviciului american CIA și a afirmat că trupul neînsuflețit al lui Ben Barka ar fi fost transportat în secret în Maroc cu o aeronavă militară marocană și că ar fi fost dizolvat acolo într-un rezervor cu acid.

## Producție

### Scenariu
Prima ecranizare ficțională a acestei afaceri a fost filmul francez Made in USA (1966) al lui Jean-Luc Godard, care prezintă o anchetă independentă efectuată de Paula, logodnica jurnalistului Richard (mort aparent în urma unei crize cardiace), cu privire la uciderea din motive politice a lui Lacroix, primarul comunist al orașului american Atlantic City. Nu se face nicio referire în acel film la cazul Ben Barka, dar cineastul Godard a mărturisit ulterior că s-a inspirat din această afacere, iar personajul cheie îl reprezintă pe Mehdi Ben Barka.
Scenariul original al filmului Atentatul, scris de Ben Barzman și Basilio Franchina, pe baza unor documente și mărturii autentice, și adaptat și completat cu dialoguri de Jorge Semprún (scenarist, printre altele, al filmelor Războiul s-a sfârșit (1966) al lui Alain Resnais și Z (1969) al lui Costa-Gavras) a fost inspirat, în ciuda unor modificări, din „afacerea Ben Barka”. Scenariștii au preluat datele cunoscute ale cazului Ben Barka și au completat golurile existente cu o serie de întâmplări imaginate de ei, urmărind obținerea unei coerențe a acestui amestec realist-fictiv. Modificările efectuate de scenariști (neprecizarea țării nord-africane, schimbarea numelor personajelor implicate, modificarea unor informații biografice) au fost intenționate pentru a evita eventualele conflicte juridice ce ar fi putut apărea din identificarea personajelor cu persoane reale, iar, din acest motiv, o parte din adevăr a trebuit transformat în ficțiune. Majoritatea personajelor filmului au fost inspirate într-o măsură mai mare sau mai mică de persoane reale, iar singurul personaj inventat în totalitate a fost comisarul de poliție Rouannet.
Presa franceză a remarcat că, în ciuda modificării numelor, personajele filmului erau ușor de identificat, fiind deja cunoscute de public. Numele opozantului socialist Ben Barka nu este menționat direct, la fel ca în filmul Made in USA (inspirat într-o oarecare măsură din aceeași afacere), fiind schimbat cu cel de Sadiel, iar liderul politic marocan a fost înlocuit în acest film cu un lider de opoziție dintr-o țară arabă, care trăia în exil în Elveția. A fost evitată, de asemenea, menționarea persoanei care a coordonat din umbră întreaga afacere, dar regizorul Boisset susținea că toți francezii îl cunosc pe acest om sumbru și atotputernic, care avea un rang „mult mai înalt” decât conducătorii serviciului franceze de informații SDECE și Ministerului de Interne și al cărui nume nimeni nu îndrăznea să-l pronunțe. Personajul principal, François Darien, a fost conceput ca o combinație între Philippe Bernier (1/10) și Georges Figon (9/10) și a fost ucis în film înainte de a putea să-și vândă mărturisirile înregistrate pe bandă magnetică așa cum a făcut adevăratul Figon. Biografia personajului este schimbată într-o mare măsură: Darien apare ca un intelectual ratat, informator al Poliției Franceze, cu acțiuni contradictorii (lașitate, derută, cutezanță, remușcare) și o gândire confuză, frământată de remușcări. Omul legii care caută adevărul este aici un comisar de poliție, lipsit de putere, spre deosebire de filmul Z unde ancheta era condusă de un judecător de instrucție tânăr, care nu se lăsa intimidat.
Soarta finală a liderului politic nord-african nu este dezvăluită în întregime, din moment ce adevărul complet nu era cunoscut decât de câteva persoane, iar dovezile materiale lipseau. Scenariștii filmului insinuează că inițiatorul principal al răpirii și uciderii lui Ben Barka a fost serviciul american de informații CIA, pe care toți francezii obișnuiau să-l acuze că ar fi în spatele afacerilor necurate derulate în întreaga lume. Unii spectatori l-au identificat pe jurnalistul american Michael Howard (cel care îl ucide în film pe Darien) în persoana lui Edward Behr⁠(d), corespondentul din străinătate al revistei Newsweek. Cu toate acestea, Behr intrase în posesia unei casete cu mărturisirea lui Figon înainte de moartea acestuia, ceea ce l-a făcut, după participarea la premiera festivă a filmului, să afirme glumeț că a aflat cu această ocazie că el ar fi fost cel care l-a ucis pe Figon.

### Pregătiri
Regizorul Yves Boisset (un fost ucenic al cineaștilor Yves Ciampi și Jean-Pierre Melville, care a debutat ca asistent la filmul Cine ești dumneata, domnule Sorge?) a efectuat cercetări detaliate cu privire la dispariția lui Ben Barka și a identificat un realizator de emisiuni de televiziune de la postul de stat ORTF care a colaborat cu agenții serviciilor secrete în acest caz. Intenționa inițial, potrivit propriei mărturisiri, să realizeze un film documentar cu actori necunoscuți, dar acest proiect a fost nerealizabil din motive juridice și financiare, așa că a decis să facă un film-spectacol, care să emoționeze publicul spectator și să-i transmită în același timp un mesaj. Într-un interviu acordat ziarului Le Nouvel Observateur, Boisset a afirmat că nu dorea să realizeze o reconstituire pur documentară a afacerii Ben Barka, ci „o transpunere romanescă, o «poveste» pentru marele public”, prin care să pună în discuție folosirea atentatului ca „mijloc de acțiune politică”. „Nu există numai cazul Ben Barka (...). Mai sunt și altele care nu vor fi niciodată cunoscute, ceea ce putea să se întâmple și cu cel al lui Ben Barka”, afirma Boisset, susținând cu acest prilej că „oamenii au dreptul absolut de a fi informați”.
Realizarea unui film vag inspirat din acest scandal a fost un gest îndrăzneț, chiar și la șapte ani de la afacerea Ben Barka, iar Boisset a afirmat ulterior că a întâmpinat numeroase greutăți. Mai multe case de producție franceze au refuzat să se implice, temându-se că vor avea neplăceri, dar interesul public ridicat cu privire la acest caz și colectivul de vedete adunat de regizor au convins câteva companii din Franța, Italia și Republica Federală Germania să participe în comun la finanțarea proiectului. Filmul a fost produs de Transinter Films (Paris), L'Agence Méridionale de Location de Films (AMLF, Marsilia), Sancrosiap (Roma), Terza Film Produzione Indipendente (Roma) și Corona Filmproduktion (München) și a fost regizat de Yves Boisset. Relația cineastului francez cu filmul politic era mai veche: Yves Boisset (n. 1939) era, alături de Costa-Gavras, unul din pionierii cinematografiei politice franceze, iar unul din filmele sale anterioare, Un condé (1970), care prezenta povestea unui polițist care voia să răzbune moartea unui coleg, denunța violența și corupția poliției franceze și, din acest motiv, suferise tăieturi extinse din partea autorităților de cenzură, înainte de a putea fi lansat în cinematografe.
Autoritățile franceze au fost puse într-o situație dificilă și s-au temut că ecranizarea acestui caz, fie și sub forma unei ficțiuni, ar alimenta speculațiile publicului cu privire la folosirea fără scrupule a unor mijloace ilegale în rezolvarea problemelor politice. A fost exclusă o intervenție directă de interzicere a filmului, deoarece opinia publică ar fi putut atunci să presupună că afacerea era chiar mai tenebroasă decât se bănuia, dar s-au făcut o serie de presiuni politice indirecte. Ca urmare a abordării unui subiect sensibil cu implicații diverse, realizatorii filmului au invocat libertatea de creație, dar au trebuit să negocieze cu mare grijă anumite contracte pentru a evita apariția unor constrângeri juridice. Din acest motiv, au trebuit modificate numele și biografiile personajelor principale, au fost amestecate aspecte reale și fictive în conceperea personajelor și s-a transferat responsabilitatea de la serviciile secrete franceze către serviciile secrete americane, ceea ce l-a iritat pe actorul Philippe Noiret.

### Filmări
Rolurile principale au fost încredințate unor actori cunoscuți ca Jean-Louis Trintignant, Michel Piccoli, Gian Maria Volonté, Michel Bouquet, Jean Seberg, Philippe Noiret, François Périer, Bruno Cremer și Roy Scheider. Yves Boisset a dorit-o inițial pe actrița franco-germană Romy Schneider pentru rolul Edith Lemoine, dar cum aceasta era deja distribuită în filmul Ludwig (1973) al lui Luchino Visconti a apelat la actrița americană Jean Seberg; ulterior el a afirmat că Jean Seberg „a adus rolului ei o mare onestitate”. Piccoli, care interpretase deja rolul torționarului Isquinado în piesa Montserrat, a afirmat că ar fi putut să împingă chiar mai departe asemănarea colonelului Kassar cu Mohamed Oufkir, făcându-l să arate ca o canalie, dar nu a vrut ca rolul său din film să fie prea convențional și asociat cu o singură persoană reală.
Filmările au avut loc în anul 1972 și au fost realizate de directorul de imagine argentinian Ricardo Aronovich. S-a filmat pe peliculă color, ce a fost prelucrată prin procedeul Eastmancolor. Yves Boisset a fost supus unor presiuni multiple în timpul filmărilor în scopul împiedicării realizării filmului: finanțarea filmului a fost blocată de trei ori, sub pretextul că dosarul depus nu ar fi fost complet, acordarea autorizațiilor pentru filmarea unor scene a fost refuzată de mai multe ori din diverse motive administrative precum „obstrucționarea traficului”, filmarea secvențelor de la Braseria Lipp s-au derulat, în ciuda acordului dat de proprietarul Roger Cazes, sub amenințarea efectuării unor controale asupra respectării măsurilor de securitate ale localului, a prevederilor legale cu privire la toalete și la ieșirile de urgență, iar scenele de tortură au trebuit să fie filmate din nou, în urma dispariției misterioase a rolelor de peliculă. Un articol publicat în iulie 1972 în ziarul L’Express menționează mai multe exemple de obstrucții ale autorităților la adresa realizării acestui film.
Demonstrația de protest împotriva Războiului din Vietnam de la începutul filmului era reală și a fost filmată cu o cameră ținută în mână. Trintignant și Seberg s-au amestecat neobservați printre protestatari și au reușit să fie scoși nevătămați de acolo, înainte de intervenția poliției și de izbucnirea unei încăierări a demonstranților cu forțele de ordine. Alte secvențe au fost filmate pe furiș, cu camere ascunse în autoturisme, în timp ce scenele din gări, din aeroporturi sau de pe anumite străzi au trebuit filmate în străinătate sau în cartierele muncitorești din suburbii, unde poliția municipală nu avea autoritate. Autoritățile au refuzat acordarea permisiunii de filmare a scenei răpirii pe Bulevardul Saint-Germain-des-Prés, atât ziua, cât și noaptea, susținând că traficul mare din acea zonă împiedica o astfel de activitate. Trintignant, Volonté și Piccoli erau pregătiți să riște și să filmeze chiar fără permisiunea autorităților, iar Jean Seberg, care apărea în acea scenă, a acceptat să participe pentru a-i susține. Filmarea secvenței răpirii lui Sadiel a avut totuși loc în februarie 1972 pe Bulevardul Saint-Germain-des-Prés, ca urmare a faptului că regizorul a chemat la fața locului toate vedetele filmului (Trintignant, Volonté, Piccoli, Seberg, Noiret, Bouquet și Cremer) pentru a-i intimida pe polițiștii ce împânziseră zona. Poliția s-a retras deoarece s-a temut că arestarea vedetelor de cinema ar declanșa un scandal public. Decorurile filmului au fost proiectate de Marc Desages, sunetul a fost înregistrat de Jean-Claude Laureux, muzica a fost compusă de compozitorul italian Ennio Morricone, iar montajul a fost realizat de Albert Jurgenson.
Preocuparea anumitor cercuri cu privire la acest film a fost demonstrată, în mod deosebit, de insistența regelui Hassan al Marocului de a se întâlni cu producătorii cu prilejul unui sejur la Paris, care a avut loc la începutul lunii august a anului 1972, înainte de puciul din 16 august 1972, organizat de Oufkir. Autoritățile de cenzură nu au putut efectua tăieturi, datorită faptului că producătorii luaseră numeroase măsuri de precauție legală. Pentru evaluarea impactului acestei reconstituiri, producătorii au proiectat filmul mai întâi în fața unui public neinformat asupra afacerii Ben Barka, iar spectatorii, care au crezut inițial că urmăresc un film polițist, au fost scandalizați de întâmplările urmărite pe ecran și au cerut informații asupra evenimentelor reale.

### Coloana sonoră
Toate melodiile sunt compuse de Ennio Morricone.
| L'Attentat      |                                 |         |  |
| Nr.             | Titlu                           | Lungime |  |
| 1.              | „Midi A Saint-Germain Des Pres” | 3:52    |  |
| 2.              | „L'Attentat”                    | 4:36    |  |
| 3.              | „Trahisson Politique”           | 5:31    |  |
| 4.              | „Valse A L'Ambassade”           | 3:25    |  |
| 5.              | „Symphonie Pour L'Attentat”     | 17:12   |  |
| Lungime totală: | Lungime totală:                 | 34:36   |  |

## Lansare
Atentatul a fost lansat oficial pe 4 octombrie 1972 în Italia și pe 11 octombrie 1972 în Franța (unde a avut premiera simultan în șase cinematografe pariziene). Lansarea în cinematografele din Franța a făcut obiectul unor atacuri, dar filmul s-a dovedit în cele din urmă a fi un succes, fiind vizionat de peste 3 milioane de spectatori și ocupând timp de șase luni pagina întâi a ziarelor. Atentatul a fost considerat o reconstituire a unor evenimente reale, în ciuda modificărilor operate în scenariu, și a redeschis dezbaterea cu privire la rolul filmului politic. Criticii au comparat nefavorabil acest film cu Z (1969) al lui Costa-Gavras, iar unii dintre ei au afirmat că transferarea responsabilității principale de la serviciile secrete franceze către CIA a fost intenționată, aspect pe care Semprún l-a contestat.
Succesul comercial și dezbaterea provocată în presa franceză au contribuit la popularizarea filmului și la distribuirea sa ulterioară în mai multe țări printre care Marea Britanie (1973), Finlanda (16 februarie 1973), Danemarca (2 martie 1973), Suedia (12 martie 1973), România (26 martie 1973), Uniunea Sovietică (iulie 1973, Festivalul Internațional de Film de la Moscova), Țările de Jos (2 septembrie 1973, Filmweek Arnhem, apoi 11 aprilie 1974, premieră oficială), Republica Federală Germania (5 octombrie 1973, premieră TV la postul ZDF), Turcia (noiembrie 1973), Statele Unite ale Americii (14 noiembrie 1973, premieră la The 68th Street Playhouse din New York), Ungaria (21 martie 1974), Polonia (16 septembrie 1974), Republica Democrată Germană (13 decembrie 1974, premieră de cinema, apoi 22 decembrie 1975, premieră TV la postul DFF 1) ș.a.
Premiera filmului în România a avut loc în 26 martie 1973, ca urmare a interesul deosebit manifestat de organele politice de conducere a cinematografiei românești pentru filmele politice din țările occidentale, după cum preciza Valerian Stan, directorul Direcției import-export din Centrala România-film. Atentatul era considerat, alături de Clasa muncitoare merge în paradis al lui Elio Petri și Poliția mulțumește al lui Stefano Vanzina, unul dintre evenimentele cinematografice ale stagiunii 1973, iar operativitatea difuzării sale a fost apreciată la acea vreme de criticul Călin Căliman ca un „semn bun”. Filmul a rulat în perioada următoare în unele cinematografe bucureștene precum Luceafărul și Festival (martie 1973), Favorit și Gloria (aprilie 1973), Excelsior și Melodia (aprilie 1973), ș.a., inclusiv până în mai 1982 (la cinema „Capitol” din București). Atentatul a fost difuzat apoi în premieră TV în ziua de duminică 10 noiembrie 1974 de postul TVR 1.
În toamna anului 2020 filmul Atentatul a fost relansat într-o versiune restaurată de către compania franceză Tamasa Distribution.

## Recepție

### Context istorico-politic

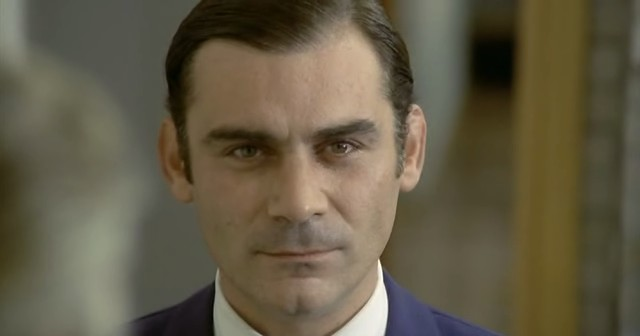
Actorul italian Gian Maria Volonté în Anchetă asupra unui cetățean mai presus de orice bănuială (1970)

Scopul principal al cinematografiei politice este promovarea, directă sau prin intermediul ficțiunii, a unor idei politice care să contribuie la formarea unor convingeri cu privire la realitatea contemporană. Aceste idei au început să fie promovate încă de la apariția artei cinematografice, iar fiecare film (inclusiv creațiile de divertisment) a avut, într-o măsură mai mică sau mai mare, o atitudine ideologică. Unele producții precum Greva (1925) și Crucișătorul Potemkin (1925) ale lui Serghei Eisenstein au devenit astfel, în unele perioade, vehicule de propagandă care au încercat să influențeze conștiințele spectatorilor și să provoace o atitudine combatantă cu privire la anumite evenimente sau structuri sociale.
În cursul anilor 1960 filmul politic a dobândit un statut propriu în cadrul numeroaselor și diverselor genuri cinematografice, prin intermediul câtorva producții prestigioase care au luat o atitudine fermă față de unele situații politice de mare interes în acea epocă. Nevoia acestui gen cinematografic era resimțită în acea vreme, iar publicul l-a adoptat astfel cu mare interes. Creșterea interesului publicului a determinat atragerea unor regizori de valoare, cunoscuți prin înalta ținută artistică a creațiilor lor, și, în același timp, producerea unui număr tot mai mare de filme politice, care prezentau evenimente politice cunoscute sau în mare parte necunoscute, precum și stări de fapt din perioada contemporană. În scopul obținerii unui succes comercial cât mai mare, unii cineaști au optat adesea pentru thrillerul politic, mutând accentul de la dezbaterea politică la crima politică, prin care erau rezolvate unele situații critice, și realizând produse marginale axate în mare parte pe ficțiune. Acest subgen al filmului politic risca, în opinia criticului francez Guy Braucourt, să deturneze atenția publicului de la aspectele politice către spectacolul cinematografic.
La începutul anilor 1970 a început să se manifeste un început de radicalizare a cinematografiei europene. Cineaștii au început să reflecte în filmele lor evenimente și conflicte reale ale epocii, uneori cu date exacte, și să denunțe tot mai acut derapajele apărute în funcționarea mecanismelor social-politice ale societății contemporane, fără a se mai ascunde în spatele formulei „orice asemănare cu persoane sau fapte reale este pur întâmplătoare”. Au fost puse în discuție cazuri celebre, clasate sau mușamalizate de autorități, refuzându-se acceptarea unor răspunsuri oficiale care mistificau adesea realitatea și ofereau doar o falsă iluzie a dreptății și încercându-se dezvăluirea unor adevăruri incomode, chiar înainte de clarificarea completă a acestor afaceri. Prestigiul dobândit de filmele politice pe plan mondial a fost confirmat de acordarea în 1972 a marelui premiu Palme d'Or al Festivalului Internațional de Film de la Cannes filmelor italiene Clasa muncitoare merge în paradis și Cazul Mattei.
Cineaștii italieni s-au implicat într-o măsură mare în realizarea filmelor politice, prezentând situații concrete, tipice țării lor, precum cazul anarhiștilor italieni Sacco și Vanzetti, condamnați la moarte în SUA pentru o acuzație nedovedită de jaf armat și crimă, în filmul Sacco și Vanzetti (1971) al lui Giuliano Montaldo sau moartea misterioasă a omului de afaceri italian Enrico Mattei, care amenința interese economice de rang înalt, în filmul Cazul Mattei (1972) al lui Francesco Rosi. Alte filme italiene erau inspirate din dosarele unor cazuri controversate și demascau deficiențele de funcționare ale unor instituții italiene. Prin obiectivitatea, stilul direct și forța militantă, ce decurgeau din neorealismul cinematografic, filmele politice italiene s-au dovedit a fi cele mai vehemente, fiind menționate adesea ca exemple Salvatore Giuliano (1962), Cu mâinile pe oraș (1963), Bătălia pentru Alger (1966), Când se arată cucuveaua (1968), Anchetă asupra unui cetățean mai presus de orice bănuială (1970), Sacco și Vanzetti (1971), Mărturisirile unui comisar de poliție făcute procurorului republicii (1971), Clasa muncitoare merge în paradis (1971), În numele poporului italian (1971), În umbra violenței (1972) și Cazul Mattei (1972). Actorul preferat al acestui gen al cinematografiei italiene era Gian Maria Volonté, membru activ al Partidului Comunist Italian, care a dobândit o mare experiență artistică în tratarea problematicii politice.
Succesul comercial și critic al filmelor politice italiene a influențat într-o măsură semnificativă realizarea unui număr tot mare de filme franțuzești, care prezentau, cu o sinceritate mai mare sau mai mică, anumite chestiuni politice de mare interes pentru publicul național. Interesul publicului francez pentru filmul politic a crescut după momentul revoltelor civice din mai 1968 și înmulțirea scandalurilor guvernamentale și i-a stimulat pe cineaștii francezi (care făceau parte într-o mare proporție din mișcările politice de opoziție) să se orienteze către prezentarea unor subiecte politice mai mult sau mai puțin actuale (precum Războiul din Algeria, care devenise deja un capitol de istorie), a căror realizare implicase anterior numeroase riscuri. Unii cineaști francezi manifestau în acea vreme o dorință sinceră de discutare a subiectelor politice și au realizat pamflete artistice virulente la adresa puterii, în timp ce alții erau interesați doar să atragă un public numeros pentru a obține încasări cât mai mari și au combinat chestiunile politice cu spectacolul artistic de larg consum. Cele mai importante filme politice franceze care apăruseră până atunci, Războiul s-a sfârșit (1966) al lui Alain Resnais sau Z (1969) al lui Costa-Gavras, realizate ambele după scenariile spaniolului Jorge Semprún, prezentau cazuri petrecute pe teritoriile altor țări (continuarea luptei revoluționare în Spania franchistă și, respectiv, asasinarea deputatului grec Grigoris Lambrakis) și nu reflectau actualitatea politică franceză, nereușind din acest motiv să atingă nivelul de radicalism al filmelor politice italiene.
Istoricii de film ai vremii l-au inclus pe Yves Boisset în categoria regizorilor adepți ai artei cinematografice „documentate”, din care mai făceau parte cineaștii italieni Francesco Rosi, Pier Paolo Pasolini, Elio Petri, Dino Risi și Damiano Damiani și cineaștii francezi Costa-Gavras și André Cayatte. Punctul de pornire al artei cinematografice „documentate” (care era, potrivit terminologiei pasoliniene, o „cinematografie de proză”) îl constituia reportajul, ancheta, dezbaterea publică sau „procesul”. Yves Boisset și-a expus, de altfel, crezul artistic în următoarele cuvinte: „Fac un cinema politic popular care încearcă să intereseze un public nemilitant, chiar neinformat, un cinema cu un maximum de impact, care să facă și «rețetă» și să dea de gîndit la sute de mii de oameni. [...] Trebuie vorbit publicului de sîmbătă seara, oamenilor care aleargă la de Funès, trebuie să le vorbești cu cuvintele lor, chit că le spui altceva și le dai elemente, informații și judecăți cu caracter politic care nu vor permite spectatorului să rezolve problemele, dar să și le pună...”.

### Aprecieri critice
Atentatul lui Yves Boisset a avut un mare succes comercial în contextul cinematografic francez al anilor 1972–1973, ca urmare a combinării eficiente a mesajului politic cu elemente de bază ale spectacolului artistic (suspansul acțiunii și participarea multor vedete), la fel ca filmul Stare de asediu al lui Costa-Gavras, care prezintă răpirea și executarea unui agent american de către rebelii de extremă stânga ai Mișcării de Eliberare Națională (Tupamaros) din Uruguay. Prin tematica și stilul său, Atentatul s-a înscris în tendința realizării unor thrillere politice, extrem de populară în rândul cineaștilor europeni din anii 1960–1970, în care, de regulă, politica și activitatea serviciilor de informații din principalele țări occidentale erau descrise critic de pe pozițiile de stânga.
Filmul francez tratează teme specifice țărilor din Lumea a Treia precum neocolonialismul, corupția și încălcarea sistematică a drepturilor omului și s-a remarcat printr-o distribuție impresionantă, formată din Jean-Louis Trintignant, Michel Piccoli, Philippe Noiret și Gian Maria Volonté, care deveniseră deja un fel de specialiști în roluri de acest tip. Criticii au fost îngăduitori cu acest film datorită subiectului îndrăzneț, dar i-au reproșat adesea amestecul hibrid de documentar cu ficțiunea politică și didacticismul scenariului. Interpretările actoricești au fost elogiate însă de majoritatea specialiștilor, care au considerat că actorii au redat excepțional principala trăsătură de caracter a personajului lor (Volonté – fermitatea, Piccoli – cruzimea, Trintignant – slăbiciunea, Périer – intransigența, Noiret – lașitatea, Bouquet – corupția, Cremer – bunăvoința și Seberg – dăruirea).

#### Aspecte artistice
Recenziile unor critici contemporani (precum romancierul francez Jean de Baroncelli, critic de film al ziarului Le Monde) au evidențiat existența unor asemănări între filmele Atentatul al lui Yves Boisset și Cazul Mattei (1972) al lui Francesco Rosi, care evocă ambele circumstanțele misterioase care au dus la dispariția unei personalități publice, ce amenința interese puternice (liderul politic magrebian Ben Barka și, respectiv, omul de afaceri italian Enrico Mattei), încearcă să provoace reflecții cu privire la realitatea politică contemporană și, ca o coincidență, îl au ca interpret al rolului principal pe actorul italian Gian Maria Volonté, cunoscut prin sobrietatea și forța sa dramatică. Scopul principal urmărit de realizatori nu era dezlegarea misterului acestor dispariții, ci sugerarea, prin intermediul unor probe, a implicării subterane a unor instituții oficiale în înlăturarea oponenților, cu colaborarea interesată sau forțată a justiției, poliției și presei. Cu toate acestea, spre deosebire de filmul italian, care ia forma unei anchete, încearcă să contureze personalitatea celui ucis și lasă în mod deliberat finalul deschis, Atentatul acordă o mai mare importanță complotului serviciilor de informații decât victimei, dezvăluie cu claritate mecanismul dispariției și complicitățile și închide povestea prin procedeul deus ex machina, fără a lăsa aspecte nelămurite. În opinia lui Baroncelli, filmul francez este mai captivant și mai spectaculos ca urmare a unui „simț al suspansului ce nu se estompează niciodată”, dar nu are nici forța și nici subtilitatea filmului italian.
Yves Boisset a conceput Atentatul ca o poveste polițistă în „stil american” și i-a imprimat astfel o doză mare de suspans. Filmul este împărțit în două părți: o parte expozitiv-explicativă și o parte de acțiune, aflate, potrivit unor critici, într-un echilibru precar. Prezența suspansului pare destul de stranie din moment ce filmul reconstituie cu o mare fidelitate cazul Ben Barka, iar spectatorii cunosc de mai înainte evoluția întâmplărilor prezentate pe ecran (capturarea, torturarea și dispariția liderului politic magrebian). Nu este vorba însă, potrivit criticului D.I. Suchianu, de un suspans ieftin bazat pe dilema „scapă sau este prins?”, ci de un suspans mai subtil, cu implicații psihologice, provocat de evoluția către un nivel tot mai mare de abjecție al decidenților politici și complicilor lor. „Spectatorul se întreabă tot timpul pînă unde poate merge ticăloșia, murdăria sufletească, amoralitatea acelor politicieni veroși. La fiecare pas el mai înaintează cu un pas în ignominie și în putregai”, afirmă Suchianu. Încercarea lui Darien de a divulga adevărul în fața poliției și mai ales a opiniei publice aduce suspansul în această poveste, făcând publicul să se întrebe dacă va reuși să dezvăluie complotul mârșav la care a participat mai mult involuntar. În ciuda greșelilor sale, François Darien este, potrivit criticului Tristan Renaud de la revista Cinéma 72, un personaj semipozitiv, care „oscilează între sinceritate, slăbiciune și panică”, trăind, după opinia lui Ștefan Oprea, „o dramă a lașității și a însingurării prin lipsa fermității unei atitudini”.
Opiniile criticilor americani au fost în mare parte nefavorabile: astfel, Vincent Canby a scris în The New York Times (15 noiembrie 1973, p. 58) că „singurul lucru pe care filmul îl face este să facă mai apreciate abilitățile lui Costa-Gavras. [...] Filmul este pus în scenă atât de ciudat încât, într-un moment de mare dramă, când Jean Seberg îi spune bărbatului ei că îl iubește, aproape că își prinde nasul între ușile care se închid ale unui vagon de metrou.”, Pauline Kael a consemnat în The New Yorker (19 noiembrie 1973, p. 236) că „modul de realizare al acestui film ar putea fi o demonstrație de manual despre cum să nu faci un film politic”, iar Les Bridges a afirmat în Chicago Tribune (14 ianuarie 1974, p. 13) că „Atunci când abordezi un astfel de subiect, trebuie să ai grijă să nu-ți afecteze calitatea filmului. Realizatorii Atentatului nu au fost suficient de atenți.”.
Recenziile altor critici au fost însă mai elogioase. Astfel, criticul Călin Căliman de la Contemporanul caracteriza Atentatul drept „un film echilibrat”, „comparabil prin atitudine și angajament politic” și chiar „superior valoric” filmului Z (1969) al lui Costa-Gavras, și evidenția tensiunea reconstituirii acțiunii, exactitatea psihologică și portretistică, existența unor „trimiteri exacte spre dureroase realități ale lumii capitaliste contemporane” și interpretările actoricești „magistrale”. În mod similar, tânărul Aurel Bădescu remarca într-o scurtă recenzie apărută în revista Cinema că Atentatul este „o operă exemplară a genului”, caracterizată printr-un „epic dens”, prin reconstituirea în stil documentar a unor evenimente reale, ce creează o iluzie „perfectă” de mare efect, și prin interpretarea memorabilă de către Jean-Louis Trintignant a unui individ șovăielnic și debusolat, aflat într-un proces de „deteriorare lentă și ireversibilă”.
Alte recenzii elogioase au fost publicate de Michel Duran în Le Canard enchaîné (11 octombrie 1972, p. 7; „ești fericit să vezi un film de această calitate, [...] nu știi pe cine să lauzi mai mult dintr-o distribuție extraordinară. [...] Ce distribuție! Dar și ce film!”), Robert Chazal în France-Soir (12 octombrie 1972, p. 25; „un film de suspans excelent, care își consolidează efectul prin referirea permanentă la fapte reale încă prezente în mintea tuturor...”), Tom Milne în The Monthly Film Bulletin (iulie 1973, p. 143; „o mare parte a lui din ea este pusă în scenă inteligent [...] și Boisset începe să ne răsfețe cu o scenă frumoasă în stilul lui Hitchcock: asasinarea prietenului student al lui Sadiel pe o stradă aglomerată (din cea de-a doua versiune a filmului Omul care știa prea multe), șocul în stil Psycho al execuției lui Trintignant”) și Margaret Tarratt în Films and Filming (august 1973, pp. 49–50; „Jean Seberg are o apariție oarecum surprinzătoare, semănând cu fata care îl trădează pe Belmondo în [À bout de souffle].... Scenariul este pur și simplu potrivit. [...] Forța principală a intrigii pare să provină din totalitatea interpretărilor individuale ale actorilor de mare clasă, care îmbogățesc în prezent într-o asemenea măsură cinematografia franceză”).

#### Aspecte politice
Alți critici au fost interesați mai mult de latura politică decât de latura artistică a filmului și au evidențiat aspectul său documentar, datorat cercetării minuțioase a unor documente reale. Astfel, criticul revistei germane Der Spiegel („Oglinda”) a afirmat într-o cronică publicată în 5 noiembrie 1972 că „noul lungmetraj francez «Atentatul», ce reconstituie răpirea și uciderea politicianului de opoziție marocan Ben Barka, s-a transformat într-un atentat la adresa adevărului” sau, mai precis, „la adresa veridicității”. Intenția regizorului de redare cvasidocumentară a faptelor a fost remarcată, de asemenea, de publicistul român Romulus Rusan, care a scris în revista Luceafărul că Boisset prezintă evenimentul într-o manieră „net publicistică” pentru a se face cât mai bine înțeles: „Mai puțin preocupat de contextul artistic al operei, expune ceea ce știe despre fapte, cu fervoarea artistului militant. El nu are încredere în timpul artei, el conservă, tale e quale, faptele pe care un alt artist, dispus spre estetizări, le-ar putea minimaliza într-o zi.”. În ciuda evitării datelor reale, care ar concretiza această afacere, filmul aduce paradoxal în atenție cazul Ben Barka și stimulează meditația cu privire la folosirea corupției, șantajului și chiar a crimei în rezolvarea conflictelor politice. De altfel, Boisset a urmărit să prezinte nu atât cazul concret al răpirii lui Sadiel, cât mai ales rețeaua complicată de relații și interese creată în cercurile puterii.
Presa de specialitate din România comunistă a descris acest film drept „o pasionantă reconstituire polițistă a unui fapt politic”, prin care realizatorii au făcut o „trimitere directă, mînioasă, uneori brutal-polemică, scontat didactică” la unele realități social-politice ale societății occidentale contemporane, iar protagoniștii și-au îndeplinit datoria lor de „artiști-cetațeni”. Unii critici români au susținut chiar că realizatorii filmului au făcut o „radiografie” crudă a sistemului capitalist, în care cetățenii sunt privați adesea de dreptul de a-și alege liber calea dezvoltării proprii, în timp ce alții s-au arătat nemulțumiți că stabilirea vinovățiilor nu este suficient de clară și că Boisset a acordat o mai mare atenție dramei sufletești a lui Darien decât personalității și idealurilor revoluționare ale lui Sadiel, nestimulând astfel publicul să ia atitudine. Jurnalistul Octavian Andronic de la Informația Bucureștiului observa că Atentatul se înscrie în tendința realizatorilor contemporani de filme politice de folosire a mijloacelor și metodelor filmului polițist în reconstituirea cinematografică a angrenajelor și intereselor politice, ca urmare a faptului că „regizorul transferă uneori ponderea dezbaterii din categoria noțiunilor și argumentelor politice, în cea a mecanismului strict polițienesc al acțiunii”. Atentatul ar fi fost un film politic dacă ar fi răspuns la întrebarea-cheie „de ce a fost nevoie ca un astfel de om politic să fie lichidat?”, susținea criticul Mircea Alexandrescu în revista Cinema, dar, prin mutarea accentului de la întrebarea „de ce” la întrebarea „cum”, a devenit doar un film polițist, deși „onorabil, foarte onorabil ca factură”. În plus, prin ascunderea numelor reale ale participanților, cazul Ben Barka ar reprezenta doar pretextul unui film polițist obișnuit.
Publicistul Radu Cosașu includea Atentatul în categoria filmelor „deschis politice, violent politice”, care trăiau în acea vreme „o modă logică dar și suspectă”, și afirma că filmele lui Boisset tind către „«un cinema politic popular» care să captiveze și să atragă masa informă și enormă a «publicului nemilitant, a publicului lui de Funés și de sîmbătă seara, predispusă la divertisment și apolitism», încercînd nu să-l «prelucreze» schematic și brutal, ci să-l șocheze prin întrebări clare și dure, chiar fără a le rezolva pe loc și total”. Alte recenzii au evidențiat existența unor asemănări cu filmul franco-algerian Z (1969), ce reconstituie mecanismul asasinării deputatului grec Grigoris Lambrakis, și au conchis că Atentatul nu are totuși forța de impact a filmului lui Gavras. Cu toate acestea, publicista și criticul Ecaterina Oproiu consemna în revista România literară că filmul lui Boisset are un efect „zguduitor”.
Enciclopedia cinematografică germană Lexikon des internationalen Films descrie astfel acest film: „Răpirea unui politician marocan aflat în exil de către adversarii politici cu ajutorul serviciilor secrete franceze. Bazat pe evenimente istorice (Ben Barka), thrillerul politic în mare parte ficțional este un atac vehement împotriva lipsei de scrupule politice, a corupției și a mașinațiunilor Statelor Unite ale Americii. Pus în scenă într-un mod captivant pe tot parcursul lui, cu o distribuție de primă clasă și interpretat strălucit. Construit prea elaborat în momentele importante pentru a putea fi complet convingător.”.

### Premii și nominalizări
Atentatul a fost primit pozitiv de critici și a obținut Premiul de argint la ediția a VIII-a a Festivalului Internațional de Film de la Moscova (10–23 iulie 1973), ex-aequo cu documentarul-anchetă maghiar Fotografia al lui Pál Zolnay și cu filmul istoric polonez Copernic al soților Ewa Petelska⁠(d) și Czesław Petelski⁠(d).
| Premiu                                         | Data ceremoniei  | Categorie         | Laureat/laureați | Rezultat     | Note   |
| ---------------------------------------------- | ---------------- | ----------------- | ---------------- | ------------ | ------ |
| Festivalul Internațional de Film de la Moscova | 10–23 iulie 1973 | Premiul de aur    | Yves Boisset     | Nominalizare | [ 86 ] |
| Festivalul Internațional de Film de la Moscova | 10–23 iulie 1973 | Premiul de argint | Yves Boisset     | Câștigat     | [ 86 ] |

## Implicații ulterioare
Jurnalistul Philippe Bernier s-a recunoscut pe sine în personajul Darien și, nemulțumit că ar fi fost reprezentat ca trădător, informator al poliției și complice la asasinat, după ce fusese achitat de Cour d'assises din Paris printr-un verdict ambiguu din 5 iunie 1967, a amenințat că-i va da în judecată pe producători pentru obținerea unor daune materiale. În cele din urmă, pentru a evita un eventual proces, producătorii au semnat cu el un acord secret prin care i-au oferit o sumă de bani în schimbul promisiunii că se va abține să atace filmul. Conflictul nu s-a încheiat aici, deoarece un jurnalist a susținut în cursul unei dezbateri că Bernier ar fi declarat că filmul era o „înșelătorie” (fumisterie). Yves Boisset a făcut aluzie în răspunsul său la acel acord secret și, într-un interviu acordat ziarului Le Nouvel Observateur, l-a acuzat pe Bernier că „și-a vândut onoarea” și că a simțit nevoia „aproape paranoică” de a se recunoaște într-un personaj „trădător” și „nemernic”.
Bernier i-a dat în judecată pentru defăimare pe regizorul Yves Boisset, pe orientalistul Vincent Monteil (care l-a numit „un agent dublu manipulat de poliție” în ziarul Témoignage chrétien) și pe jurnalistul Jean-François Kahn (care îl menționase în revista Le Point ca persoana responsabilă pentru ademenirea la Paris a lui Mehdi Ben Barka). Au fost audiați mai mulți martori: unii dintre ei au evidențiat că Philippe Bernier fusese șeful de cabinet al lui Abderrahmane Farès, președintele Executivului Provizoriu Algerian în 1962, an în care Vincent Monteil era însărcinat cu afaceri în cadrul Biroului înaltului comisar francez de la Alger, Christian Fouchet, în timp ce Abderrahmane Youssefi, liderul Uniunii Naționale a Forțelor Populare, a declarat că Bernier „nu era un prieten [al lui Ben Barka – n.n.] în sensul deplin al cuvântului. În situația noastră, era util să fim informați și să-i informăm pe oameni despre noi. Dar Mehdi mă avertizase în mod explicit să nu fiu imprudent cu Bernier” și a completat că era convins de comportamentul machiavelic al lui Bernier și de colaborarea acestuia cu autoritățile franceze. Cu toate acestea, beneficiind de mărturia favorabilă a unui comisar de poliție, Bernier a obținut plata unor despăgubiri de 200.000 de franci (30.500 de euro).
Implicarea lui Yves Boisset în realizarea filmelor politice a continuat în anii următori prin realizarea unor producții ca R.A.S. (1973), o evocare a Războiului de eliberare din Algeria, și Dupont Lajoie (1975), o critică virulentă la adresa xenofobiei și rasismului manifestate în acea vreme în unele cercuri ale societății franceze.

## Moștenire
În 1973, la un an de la lansarea filmului Atentatul, cineastul francez Gérard Oury a realizat un film de comedie intitulat Aventurile rabinului Jacob, al cărui scenariu a fost inspirat din filmul lui Boisset. Sunt prezente acolo anumite scene precum răpirea din fața braseriei pariziene sau interogatoriul realizat de agenții serviciilor secrete și anumite personaje precum colonelul din serviciile secrete ale unei țări arabe.